# Éclair
Éclair er et aflangt bagværk lavet af vandbakkelsesdej fyldt med kagecreme og toppet med glasur. Dejen, er den samme som man bruger til profiterole, den er typisk formet i en aflang form med en kagesprøjte og bagt indtil den er sprød og hul indeni. Når den er kølet af bliver den fyldt med kagecreme (crème pâtissière) med vanilje-, kaffe- eller chokoladesmag, eller flødeskum og herefter dækket med glasur eller fondant. Andre typer fyld er pistache- og romcreme eller kastanjepuré. Glasuren er nogle gange karamel, hvilet kaldes bâton de Jacob.

## Etymologi
Navnet kommer af det franske ord éclair, der betyder "lynglimt", hvilket de har fået, da de ofte bliver spist meget hurtigt (som et lyn).

## Historie
Éclairen stammer fra 1800-tallet i Frankrig, hvor de blev kaldt "pain à la Duchesse" eller "petite duchesse" indtil 1850. Ordet kendes første gang i skrevne kilder på fransk fra 1860. Nogle madhistorikere mener, at den første éclair blev fremstillet af den berømte franske kok Antonin Carême (1784–1833). 